# カトージ
株式会社カトージ（KATOJI）は愛知県犬山市に本社を置く、乳母車・ベビー用品製造販売メーカーである。

## 沿革
1954年、犬山市にて「加藤治（かとうじ）商店」として創業。1973年に株式会社法人格を得て現社名（資本金300万円）で設立する。1988年に新社屋が犬山市内に建設され、流通センターを併設する。
1992年、タイ王国現地法人「タイカトージ」設立。

## 所在地
- 本社・流通センター 犬山市羽黒北金屋39-2
- 上野センター 犬山市大字上野字小巾43
- 東京支社 東京都渋谷区恵比寿西2-20-17 ヒューリック代官山ビル 3F
- 直営店:[2]
  - nuna代官山
  - アーバンドッグららぽーと豊洲
  - コピス吉祥寺
  - モザイクモール横浜港北
  - イオンモール幕張新都心
  - アウトレット南町田グランベリーパーク
  - ららぽーと愛知東郷
  - ららぽーと門真
  - グランフロント大阪
  - 京都洛北阪急スクエア
  - ららぽーと福岡

## 取扱商品
- 乳母車
- ベビーベッド
- 寝具
- ベビーチェア
- チャイルドシート